# Antoni Ignasi Descamps i de Riu
Antoni Ignasi Descamps i de Riu o Descamps i de Tord com signava (Perpinyà, 1620 - Perpinyà, 1676) va ser un jesuïta rossellonès.

## Biografia
Fill del senyor de Vilamulaca, era oncle del baró de Tresserra. Entrà a la Companyia de Jesús el 1630, i es doctorà en teologia el 1644. El 1655 ocupava el càrrec de rector del col·legi de Manresa. Fou enviat al col·legi de Perpinyà el 1658, i a l'any següent, quan el Rosselló s'incorporà a França, en fou nomenat rector. En el plet que el Col·legi dels jesuïtes mantingué amb la universitat de Perpinyà per l'exclusiva en l'ensenyament de la gramàtica (requisit indispensable per estudiar posteriorment una carrera universitària), Descamps coincidí amb els jesuïtes de Tolosa (província jesuítica on s'havia adscrit la congregació rossellonesa); a la fi, el 1661 Lluís XIV donà la raó a l'orde, que esdevenia un instrument de francesització de la nova regió francesa. Si Descamps en un primer moment havia acceptat a mantenir la Catalunya del Nord en l'òrbita de la cultura catalana, el 1663 ja tallà vincles amb els seus germans d'orde sud-catalans. Predicà regularment la quaresma a la catedral de Perpinyà, alternant-se amb els dominics Pere Nicolau Arnú i Francesc Fontanella. El 1676 ho feu en francès, i el gest va ser recompensat per una carta d'encoratjament reial a la vila rossellonesa. No es tornaria a predicar en aquella llengua, però, fins al 1684, perquè no es trobaven predicadors francesos.

Escriví en català i en castellà, amb Obres publicades sobre la congregació de la Mare de Déu dels Socors i el jesuïta Francisco Suárez -Doctor Eximius- i altres d'inèdites, perdudes. Promogué l'edició perpinyanenca i prologà el best seller Mystica ciudad de Dios, de María de Jesús d'Ágreda. Fou consultor i qualificador del Sant Ofici. Va ser professor de retòrica, filosofia i teologia a la universitat de Perpinyà, i tingué d'alumne Miquel de Viñas, futur jesuïta d'anomenada. Ensenyà llatí amb la gramàtica de Joan Torrella, de la qual feu una nova edició el 1678, que definí així: 
| «                                | Petit en la quantitat, però gran en la calitat, y materia en la brevetat, y claritat en la disposicio | » |
| — Capeille, citant Torres i Amat | |   |

## Obres
- Descamps y de Tord, Anton Ignaci. Llibre de la congregacio, y germandat de la Sanctissima Verge del Socorro, ab vna noua, y perpetua capellania de innumerables Misses pera los vius, y difuncts della; en la qual, qui viu pot aggregar al mort, que vulga, fundada en los collegis de la Compañia de Iesus de la ciutat de Sancta Fe del nou regne de Granada, y de la fidelissima vila de Perpinya.  Perpinyà: en casa de Ioan Boude, 1666.
- Summari de les Constitutions i regles tretes de les bulles pontificies, ab differents oracions deuotes i exercicis de les congregacions de la Verge nostra Señora fundades ... en les cases i collegis de la Compañia de Iesus, donat à llum per la que està instituida en lo Collegi de la mateixa Compañia de Iesus de la ... vila de Perpiña.  Perpinya: en casa de Ioan Figuerola, 1668. Encara que no s'indica directament l'autoria, la llicència eclesiàstica posa en Descamps com a responsable de l'obra.
- Descamps, Antonio Ignacio. Vida del Venerable Padre Francisco Suarez, de la Compañia de Jesus, Cathedratico de Theologia en Roma, Salamanca, y Alcalà, &c. y finalmente, de Prima, iubilado en la insigne y real Vniversidad de Coimbra Doctor eximio, pio, y eminente en la Iglesia de Dios por la divina Gracia, renombre, que aun viviendo le diô, en sus Letras Apostolicas, la Santidad de Paulo Quinto.  Perpiñán: por Iuan Figuerola, 1671-1672.[8]
- María de Jesús de Ágreda; Descamps y de Tord, Antonio Ignacio (aprovació-pròleg). Mystica ciudad de Dios, milagro de su omnipotencia, y abysmo de su la gràcia. Historia divina, y vida de la Virgen Madre de Dios, reyna y señora nuestra Maria Santíssima. Manifestada en estos ultimos siglos por la misma Señora a su esclava Sor Maria de Jesús, abadesa del Convento de la Inmaculada Concepción de la villa de Agreda, de la provincià de Burgos de la Regular Observancia del Serafico Padre San Francisco, y escrita por esta misma sierva suya, y orden de sus confessores y prelados.  Perpiñán: Francisco Vige; viuda de Juan Figuerola; Luis Reynier - Geronymo Garsin; Bartholomé Breffel, 1681-1690.[9]